# Sciara arcuata
Sciara arcuata är en tvåvingeart som beskrevs av Garrett 1925. Sciara arcuata ingår i släktet Sciara och familjen sorgmyggor.
Artens utbredningsområde är British Columbia. Inga underarter finns listade i Catalogue of Life.